# Vincenz Darnaut
Vincenz Darnaut (* 11. Juli 1770 in Wiener Neustadt; † 30. Januar 1821 in Wien (Hofburg)) war ein österreichischer Geistlicher und Topograf.

## Leben
Vincenz Darnaut wurde als Sohn eines Professors der Theresianischen Militärakademie geboren.
Er besuchte die unteren Schulen der Piaristen in Wien und anschließend begann er ein Studium der Philosophie und Rechtswissenschaft an der Universität Wien, trat dann jedoch in das erzbischöfliche Alumnat ein und widmete sich dem Studium der Theologie. 1795 erhielt er die Priesterweihe und war anfangs Vikar in Ebersdorf, dann kam er in Wien in die Pfarrei am Hof, ehe er 1799 als Hofkaplan in der k.u.k. Hof- und Burgpfarre angestellt wurde. Als solcher übernahm er 1803 die Lehrkanzel der Kirchengeschichte und erhielt im Jahr darauf, 1804, die theologische Doktorwürde.
Vincenz Darnaut war auch Mitarbeiter von Jakob Frints Theologische Zeitschrift.
1819 fasste er den Plan zur Herausgabe der kirchlichen Topographie Österreichs und gründete hierzu den Verein für die kirchliche Topographie Österreichs, der durch den Kanonikus Johann Christoph Stelzhammer (1750–1840) freigiebig gefördert wurde. Der Verein erstellte ein achtzehnbändiges Werk, von denen Vincenz Darnaut die ersten beiden Bände selbst erstellte. Die einzelnen bildlichen Darstellungen zeigen in einfach gestalteten kolorierten Strichlithografien kirchliche Gebäude und Denkmäler. Das Werk war eine umfassende Darstellung der vorhandenen Denkmäler, unabhängig von ihrer unterschiedlichen historischen und künstlerischen Bedeutung.
Vincenz Darnaut war auch der Beichtvater des Kaisers Franz II.
Aufgrund seines schlechten Gesundheitszustandes wurde er auf ausdrückliche Anordnung des Kaisers des Lehramtes enthoben, kurz darauf verstarb er.

## Schriften (Auswahl)
- Katholisches Lehr- und Gebetbuch zum vorzüglichen Gebrauche für die Jugend. Wien 1801.
- Leben der heiligen Elisabeth, Landesgräfin von Thüringen. Wien 1813.
- Religions-Geschichte des alten Bundes, oder Darstellung der göttlichen Voranstalten zur Einführung des Christenthums: ein Handbuch für Studierende und für gebildete Familien. Im Verlage der Geistingerschen Buchhandlung, Wien/Triest 1816 (eingeschränkte Vorschau in der Google-Buchsuche).
- Kirchliche Topographie der Wiener Erz-Diöcese: ein Beytrag zur Kirchen-, Staats- und Culturgeschichte Oesterreichs. 1, Enthält des Decanates Klosterneuburg im V.U.W.W. erste Hälfte. Wien : Strauß, 1819.
- Kirchliche Topographie der Wiener Erz-Diöcese: ein Beytrag zur Kirchen-, Staats- und Culturgeschichte Oesterreichs. 2, Enthält des Decanates Klosterneuburg im V.U.W.W. zweite Hälfte. Wien : Strauß, 1820.
- Topographie des Erzherzogthums Österreich. Band 1: Klosterneuburg mit seiner Umgegen dießseits der Donau: oder des Decanates von Klosterneuburg der Wiener-Diöcese. Strauß, Wien 1824.
- Topographie des Erzherzogthums Österreich. Band 2: Historische und topographische Darstellung von Schönbrunn und seiner Umgegend. Wien 1824.
- Alois Groppenberger Bergenstamm, Vincenz Darnaut, Alois Schützenberger, Johann Christoph Stelzhammer: Topographie des Erzherzogthums Österreich. Band 3: Historische und topographische Darstellung von Medling und seiner Umgegend. Wien 1824.

## Weitere Bände derTopographie des Erzherzogthums Österreich
- Malachias Koll: Topographie des Erzherzogthums Österreich. Band 4: Historische und topographische Darstellung von Baden und dem Stifte Heiligenkreuz mit ihrer Umgegend. Wien 1825 (eingeschränkte Vorschau in der Google-Buchsuche).
- Malachias Koll: Topographie des Erzherzogthums Österreich. Band 5: Das Decanat Pottenstein. Wien 1826 (eingeschränkte Vorschau in der Google-Buchsuche).
- Topographie des Erzherzogthums Österreich. Band 6: Das Decanat Wilhelmsburg. Wien 1825.
- Johann Frast: Topographie des Erzherzogthums Österreich. Band 7: Das Decanat St. Pölten. Wien 1827 (eingeschränkte Vorschau in der Google-Buchsuche).
- Ulrich Hartenschneider: Historische und Topographie des Erzherzogthums Österreich. Band 8: Das Decanat Altham, und Stift Kremsmünster. Wien 1830.
- Aloys Schützenberger: Topographie des Erzherzogthums Österreich. Band 9: Das Decanat Michaelsberg. Wien 1829 (eingeschränkte Vorschau in der Google-Buchsuche).
- Ambros Becziczka: Topographie des Erzherzogthums Österreich. Band 10: Das Erzbisthum Salzburg, Stadt Salzburg, und das Stift St. Peter. Wien 1829 (eingeschränkte Vorschau in der Google-Buchsuche).
- Aloys Schützenberger, Joseph Herborn: Topographie des Erzherzogthums Österreich. Band 11: Das Decanat Pillichsdorf. Wien 1831.
- Maximilian Fischer: Topographie des Erzherzogthums Österreich. Band 12: Das Decanat Wiener-Neustadt. Wien 1831.
- Topographie des Erzherzogthums Österreich. Band 13: Das Cisterzinser-Stift in Neustadt, die Nonnen des nähmlichen Ordens in Wien. Wien 1835.
- Ulrich Hartenschneider, Joseph Weißbacher: Topographie des Erzherzogthums Österreich. Band 14: Das Decanat Altmünster mit den Pfarren des Stiftes Kremsmünster. Wien 1835 (eingeschränkte Vorschau in der Google-Buchsuche).
- Johann Christian Stelzhammer: Topographie des Erzherzogthums Österreich. Band 15: Decanat inner den Linien Wiens. Das gewesene Stift von St. Dorothea und die Pfarre Rostau mit der vom Lichtenthale. Wien 1836.
- Johann Frast: Topographie des Erzherzogthums Österreich. Band 16: Das Decanat Groß-Gerungs und das Stift Zwetl. Wien 1838 (eingeschränkte Vorschau in der Google-Buchsuche).
- Joseph Weißbacher: Topographie des Erzherzogthums Österreich. Band 17: Das Decanat Peyerbach im Hausruck-Kreise von Oesterreich ob der Enns, mit den Grafen von Schaumburg, dann den Grafen, und Fürsten von Starhemberg, aus Schwertling. Wien 1839 (eingeschränkte Vorschau in der Google-Buchsuche).
- Mathias Reisacher: Topographie des Erzherzogthums Österreich. Band 18: Das Decanat St. Johann im Mühl-Kreise, sammt den Stiften Wilhering und Engelszell in dem Decanate Peyerbach. Wien 1840 (eingeschränkte Vorschau in der Google-Buchsuche).